# Anthaxia nitidula
Anthaxia nitidula är en skalbaggsart som först beskrevs av Carl von Linné 1758.  Anthaxia nitidula ingår i släktet Anthaxia, och familjen praktbaggar. Arten har ej påträffats i Sverige.

## Bildgalleri

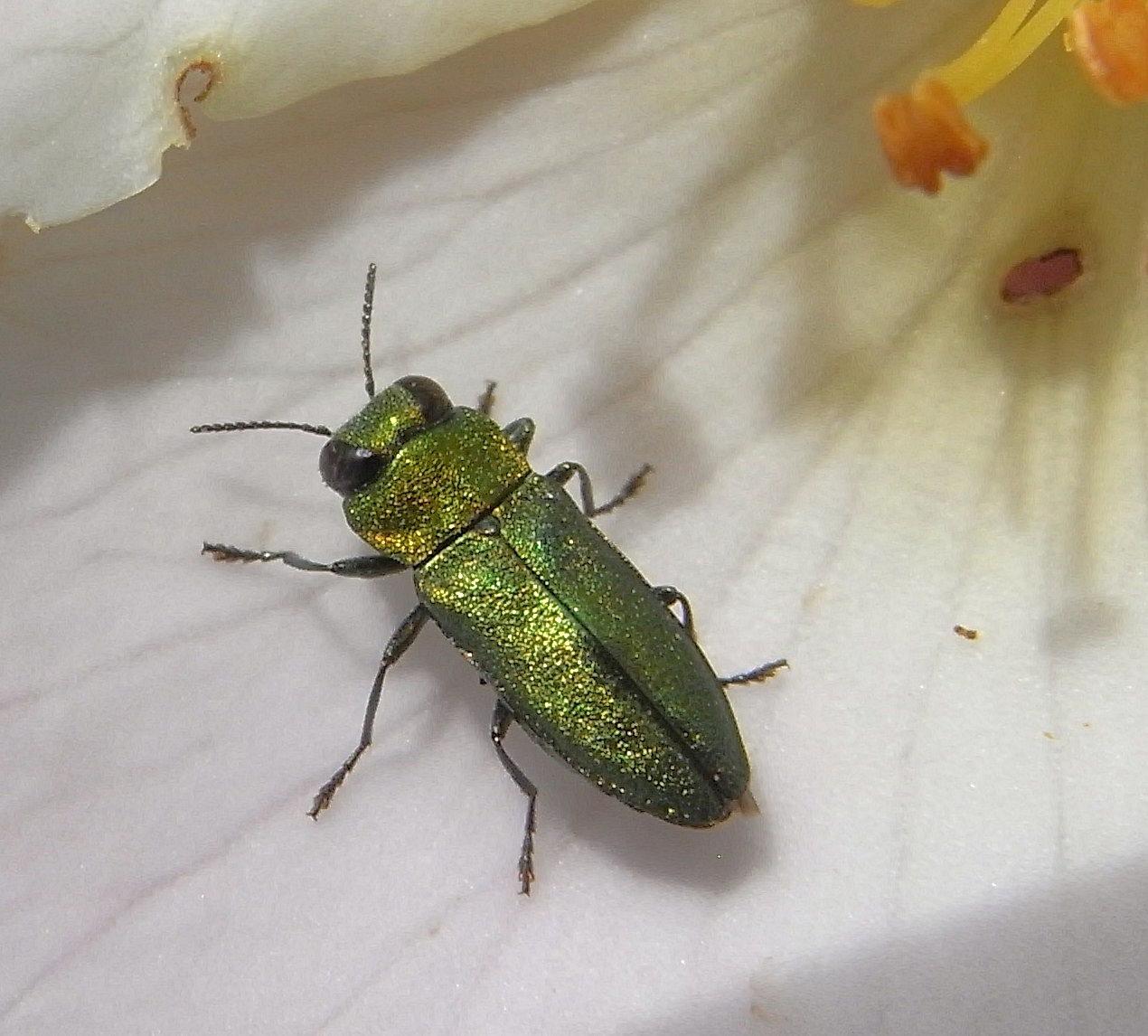
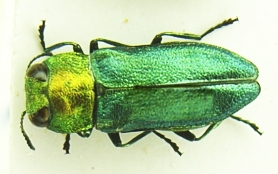
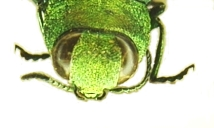
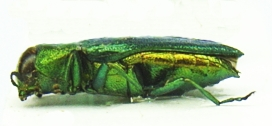
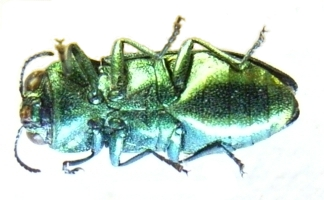
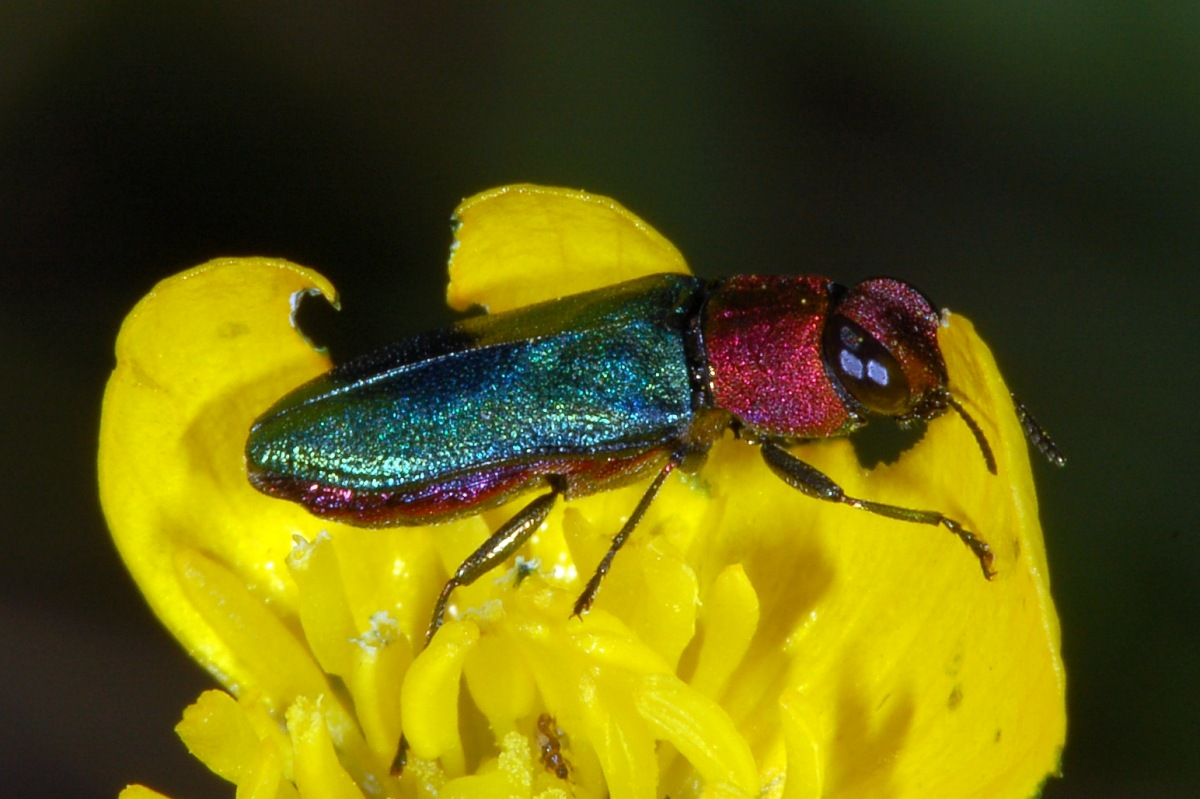